# Lentilhas (álbum)
Lentilhas é décimo quarto álbum de estúdio do cantor e compositor Sérgio Lopes lançado pela gravadora Top Gospel em 2005 e relançado em 2011 pela Line Records em uma edição especial.
"Lentilhas" traz três regravações de três composições antigas de Sérgio Lopes ("Enquanto Houver Amor", "Restaurador de Corações" e "A Profecia") que foram gravadas anteriormente pelas cantoras Cristina Mel e Denise Cerqueira sob outros títulos ("Presente de Deus", no álbum Gratidão; "Em suas Mãos", no álbum Dê Carinho; "Não Haverá Calvário outra Vez", no álbum Meu Clamor). O álbum também marca o retorno do cantor após um grave acidente automobilístico ocorrido em Setembro de 2004.
O álbum foi eleito o 77º melhor disco da década de 2000, de acordo com lista publicada pelo Super Gospel.

## Faixas
Todas as músicas por Sérgio Lopes, exceto onde anotado
1. Tua Dor Vai Passar - 3:43
2. Lentilhas - 4:30
3. Recomeçar - 3:43 (Pr. Marcos Santarém)
4. Tudo que Há em Mim - 4:18
5. Enquanto Houver Amor - 4:01
6. Continuar Sonhando - 3:21
7. A Profecia - 4:37
8. Não vou Te Perder - 4:06
9. Restaurador de Corações - 4:00
10. Amarildo - 3:46

## Créditos
- Coordenação executiva: Top Gospel
- Coordenação Artística: Sérgio Lopes
- Produção musical: Vagner Santos
- Técnico de gravação: Maurício Barbosa, Vagner Santos e Marcos Bonfim
- Mixagem: Maurício Barbosa (Multistudios)
- Masterização: Luiz Tornagui (Visom Digital)
- Fretless: Arhur Maia
- Guitarras: Pablo Chies e Eli Miranda
- Violão de aço: Eli Miranda
- Violão de Nylon: Mauro Costa
- Teclado: Vagner Santos
- Baixo: Davi de Moura
- Bateria e Percussão: Vander Lessa
- Sax: Marcos Bonfim
- Flauta Transversa: Michele Ximenes
- Trompete e Flugel Horn: Márcio André
- Trombone: Robson Olicar
- Violinos I: Carlos Mendes (spalla), Ivan Klavin, Camila Bastos, Kelly Davis e Márcio André
- Violinos II: Marluce de Souza, Thalita Resende, Giseli Sampaio, Silvia Klavin e Daniel Albuquerque
- Violas: Leornardo Cunha, Bernardo Fantini e Carlos Henrique
- Cellos: Cláudia Liedke, Gretel Paganini e Alea Santos
- Back vocal: Marlon Saint, Raquel Mello, Jussy Oliveira, Sérgio Fernandes e Eber Araújo
- Participação especial na faixa "Tudo que há em Mim": Robson Nascimento
- Regência do coral: Eber Araújo
- Coristas: Alexandre Meritelo, Leonardo Teixeira, Álvaro Oliveira, Davi Rodrigues, Wilson Jr., Leonardo Jr., Felipe Andrade, Quesia Araújo, Tereza Cristina, Nívea de Oliveira, Ana Beatriz, Eliene Araújo, Ana Agda, Fernanda Lins, Karol Porto, Alessandra Silva, Chris Figueiredo, Raquel de Oliveira, Gláucia Castro e Adriana da Silva.